# Sion (Belo Horizonte)

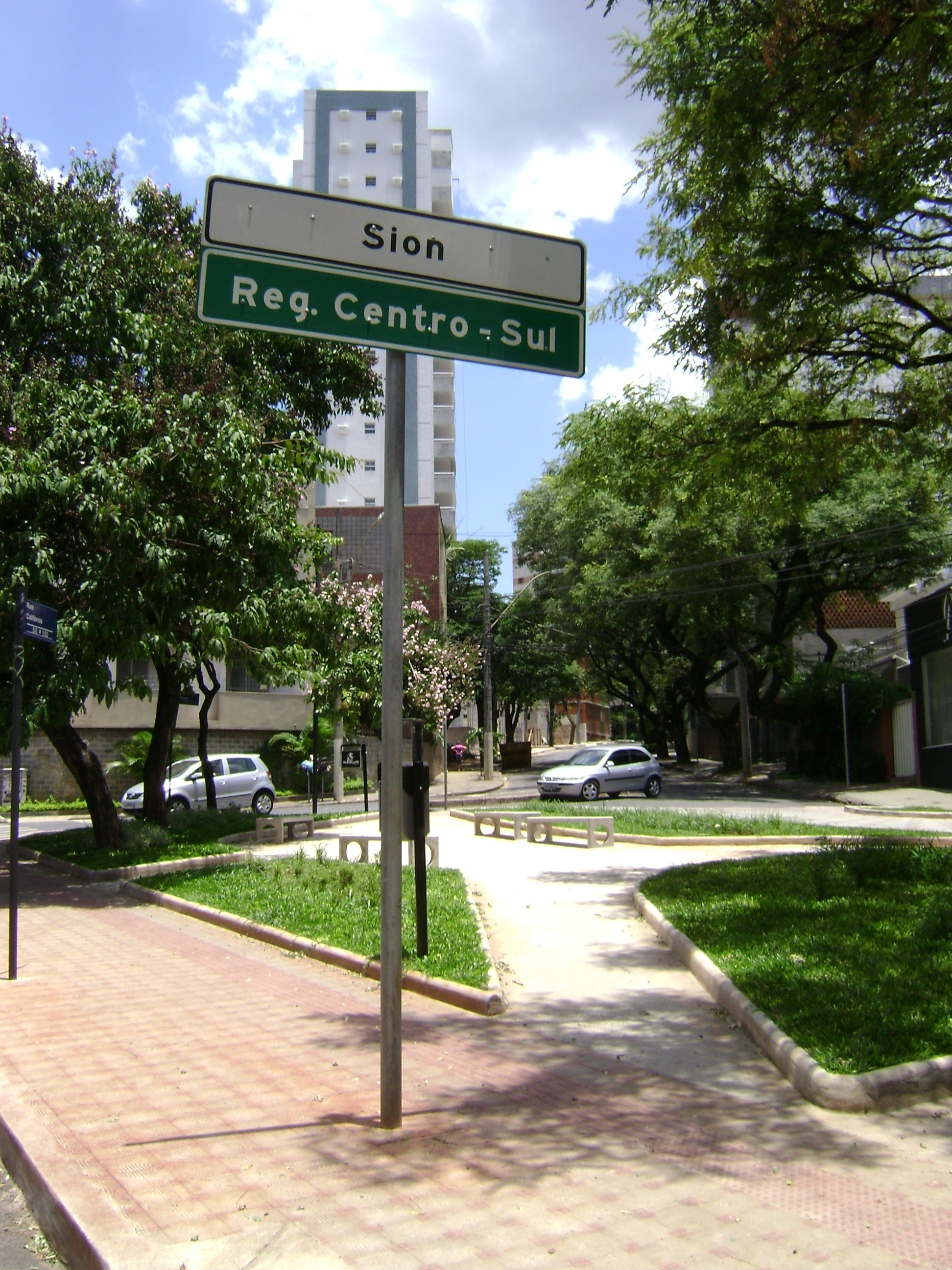
Placa indicativa da entrada do bairro.

O Sion é um bairro da Região Centro-Sul de Belo Horizonte. O bairro cresceu em torno do Colégio Nossa Senhora de Sion (atual Colégio Santa Dorotéia).

## História
O antigo Colégio Sion, atual Santa Dorotéia, internato religioso para meninas, filhas de famílias tradicionais mineiras, serviu de inspiração para o nome do bairro, que teve sua primeira planta aprovada pela Prefeitura de Belo Horizonte em 1928. Na época, as dificuldades de acesso e a distância do centro urbano fizeram com que o lugar ficasse quase isolado, até sua expansão, a partir dos anos 40 e 50.
Sua população é basicamente composta por pessoas de classe média alta. Sendo também encontrada no bairro a comunidade de baixa renda Vila Acaba Mundo, localizada próxima ao Parque Municipal Juscelino Kubitschek (Praça JK), com cerca de 350 domicílios e uma população estimada de 19.700 pessoas (segundo o censo de 2010).

## Infra-estrutura
O bairro Sion é equipado com boa infraestrutura comercial, de lazer, escolas públicas e particulares, praças e parques bem conservados. A proximidade com a Savassi e o acesso pelas Avenidas Nossa Senhora do Carmo e Afonso Pena contribuem para a valorização comercial do bairro.

## Lazer
O Sion possui um grande número de bares e restaurantes. Há ainda áreas verdes, como a pequena reserva ecológica da Mata das Borboletas e praças bem cuidadas, como Nova York, Miguel Chiquilof e Alasca, além do Parque JK, com áreas para atividades esportivas e eventos artísticos / culturais.

## Especulação Imobiliária
Nos últimos dez anos, o bairro Sion tem sido alvo de forte especulação imobiliária. Vários casarões e até mesmo pequenos prédios são demolidos para dar lugar a grandes edifícios residenciais. Esta mudança traz consequências, como a perda do clima de tranquilidade e sossego, o aumento do trânsito de veículos (mesmo em ruas estreitas) e também o aumento do número de ocorrências de furtos e assaltos.

## Principais vias
- Vias de acesso ao bairro: Avenida Nossa Senhora do Carmo, Avenida do Contorno, Rua Grão-Mogol, Avenida dos Bandeirantes, Rua Patagônia.

## Indicadores sociais
O bairro Sion foi aquele com o melhor IDH de Belo Horizonte (0,973) de 2008.

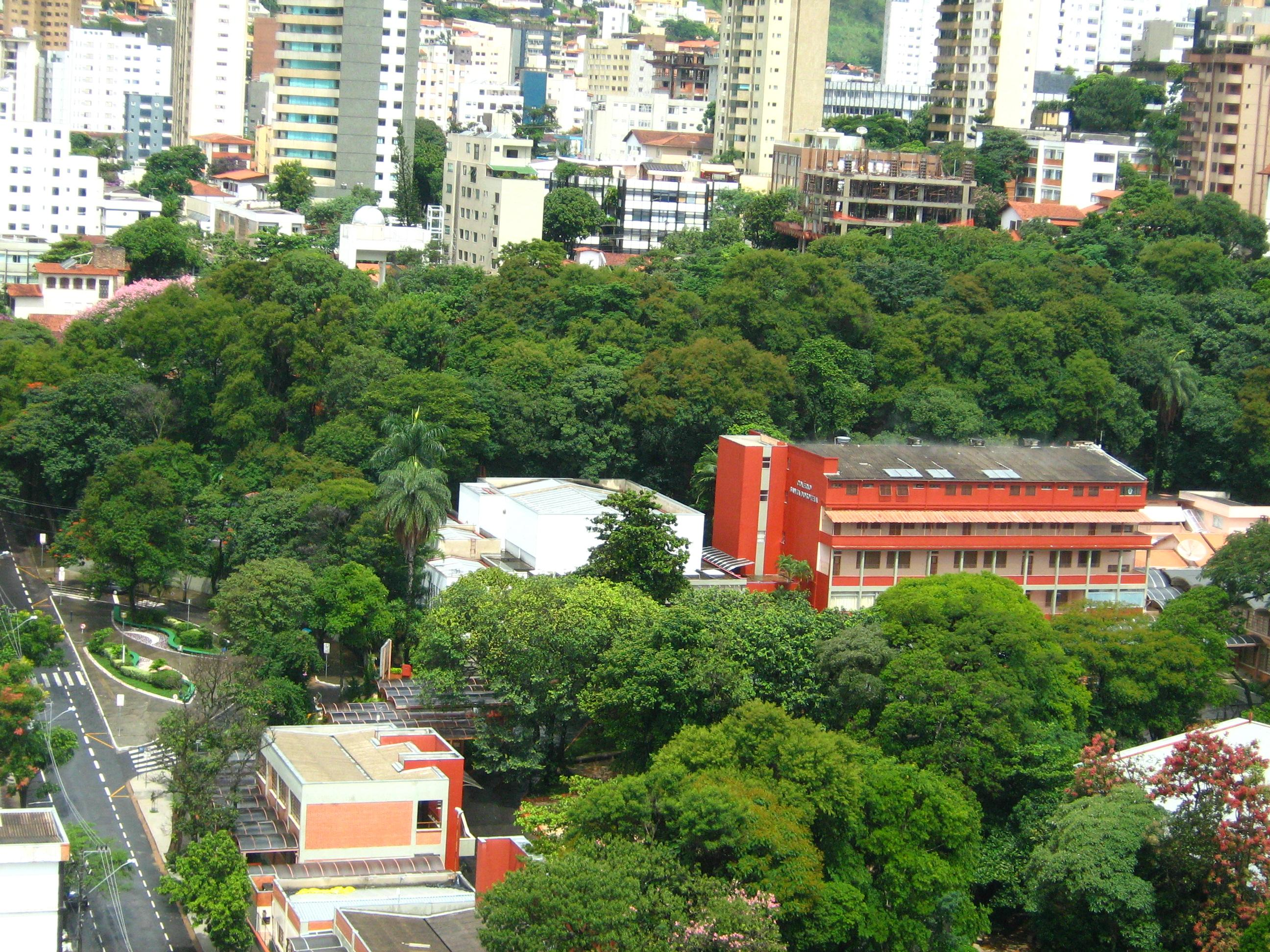
Colégio Santa Dorotéia, no bairro sion da cidade de Belo Horizonte, Brasil.

## Bairros vizinhos
- Carmo, São Pedro, Anchieta, Cruzeiro, Mangabeiras, Comiteco e Vila Acaba Mundo. O bairro Belvedere, onde se localiza o tradicional BH Shopping, também possui fácil acesso ao Sion por meio da Rua Patagônia.

## Segurança
Em parceria com a Policia Militar de Minas Gerais, os moradores e comerciantes do Sion participam de grupos nos aplicativos WhatsApp e Telegram onde resolvem a maioria dos seus problemas desde fevereiro de 2015. Atualmente mais de 1.000 pessoas participam ativamente das discussões que visam tanto uma redução da criminalidade e maior qualidade de vida quanto valorização dos imóveis. Toda esta iniciativa é gratuita.

## Associação de Moradores "Sion Unido"
Em janeiro de 2017, a Associação de Moradores, Comerciantes e Amigos dos bairros Carmo e Sion - "Sion Unido", inicia o seu funcionamento, com a premissa de além de defender os interesses dos moradores e comerciantes do bairro, buscar uma melhor qualidade de vida para todos que moram ou trabalham no bairro. Com funcionalidade espelhada nas associações de bairros norte-americanas a "Sion Unido" inicia com projetos arrojados, ideias novas e serviços exclusivos a associados, como por exemplo o "Negócios de Bairro" em que um consultor especializado vai ao comércio afim de identificar orientar em como empreender mais e otimizar os recursos. Além disso, a associação busca dicas nos mais diversos países para capacitar os seus associados.